# Paramount International Networks
Paramount International Networks è una divisione per il mercato non statunitense, che è invece di competenza di Paramount Domestic Networks, del conglomerato dei mass media Paramount Global. Questa trasmette vari canali internazionali tra cui MTV, Comedy Central, Nickelodeon, Paramount Network e VH1.
Presidente e amministratore delegato è dal 2021 l'italiano Raffaele Annecchino.

## Divisioni
A partire da gennaio 2020, Paramount Networks International opera attraverso due brand (Entertainment e Youth Brands, Kids and Family) e tre divisioni territoriali (Americas, UK e Australia ed EMEAA). 
- Paramount Networks Americas: questa divisione serve Canada e America Latina.

- Paramount Networks UK & Australia: questa divisione serve Regno Unito, Irlanda, Australia e Nuova Zelanda.  La sede principale è a Londra, ma conta un ufficio periferico anche a Sydney.

- Europe, Middle East, Africa and Asia (EMEAA): Paramount Networks Europe, Middle East, Africa & Asia (EMEAA) è una sussidiaria di Paramount Networks International. Le sue sedi principali sono a Londra e a Varsavia, mentre gli uffici regionali sono situati ad Amsterdam, Berlino, Johannesburg, Milano e Stoccolma.  EMEAA si struttura in altrettante divisioni:
- Paramount Networks Northern Europe

Questa divisione serve Paesi Bassi, Belgio, Danimarca, Finlandia, Norvegia, Svezia, Germania, Austria, Svizzera, Estonia, Lettonia, Lituania, Ungheria, Macedonia del Nord, Romania, Polonia, Ucraina e Russia. 
- Paramount Networks Southern Europe, Middle East, and Africa

Questa divisione serve Francia, Spagna, Portogallo, Medio Oriente e Africa. 
- Paramount Global Italy

Questa divisione serve l'Italia e ha sede a Milano.
- Viacom 18 (India)

Viacom 18 è una joint venture tra Paramount Global e TV18 che serve India e mercato asiatico.

## MTV

### Canali
Questa è una lista di canali nazionali di MTV, in ordine di lancio:
- Giappone (dicembre 1992)
- Australia (marzo 1997)
- Germania (aprile 1997)
- Regno Unito (luglio 1997)
- Italia (settembre 1997)
- Russia (settembre 1998)
- Francia (giugno 1999)
- Polonia (marzo 2000)
- Paesi Bassi (giugno 2000)
- Spagna (settembre 2000)
- Corea del Sud (luglio 2001)
- Romania (giugno 2002)
- Portogallo (luglio 2003)
- Irlanda (febbraio 2004)
- Danimarca (maggio 2005)
- Adria (settembre 2005)
- Finlandia (settembre 2005)
- Svezia (settembre 2005)
- Norvegia (settembre 2005)
- Austria (marzo 2006)
- Turchia (ottobre 2006)
- Ucraina (settembre 2007)
- Ungheria (ottobre 2007)
- Israele (ottobre 2007)
- Arabia (novembre 2007)
- Grecia (settembre 2008)
- Svizzera (aprile 2009)
- Sudafrica (luglio 2013)

### Canali digitali terrestri e satellitari
Paneuropei
- MTV Europe
- MTV Live
- MTV Hits
- MTV 80s
- MTV 90s
- Club MTV
- MTV 00s
- NickMusic

Italia
- MTV
- MTV Music
- VH1
- BET
- Comedy Central
- Nickelodeon
- Nick Jr.

Grecia
- MTV Music

Africa
- MTV Base Africa

Francia
- Game One
- MTV Idol
- MTV Pulse

Spagna
- MTV

Regno Unito e Irlanda
- MTV
- MTV Music
- MTV Hits
- MTV Base
- MTV Classic
- MTV 80s
- MTV 90s
- Nickelodeon
- Nick Jr.
- Nick Jr. Too
- Nicktoons
- Comedy Central
- Comedy Central Extra

### Marchi localizzati
- Arab World
- Africa
- Austria
- Belgio
- Corea del Sud
- Croazia
- Repubblica Ceca
- Danimarca
- Finlandia
- Francia
- Germania
- Grecia
- Ungheria
- Irlanda
- Israele
- Italia
- Paesi Bassi
- Norvegia
- Pan-Europa
- Polonia
- Portogallo
- Romania
- Russia
- Serbia
- Slovacchia
- Slovenia
- Spagna
- Svezia
- Svizzera
- Turchia
- Ucraina
- Regno Unito

## Altri canali

### Black Entertainment Television
- Africa
- Francia
- Italia
- Korea di Sud
- Medio Oriente
- Regno Unito e Irlanda

### Comedy Central
- Comedy Central HD
- Africa
- America Latina
- Asia
- Belgio
- Brasile
- Danimarca
- Germania
- India e Sri Lanka
- Israele
- Italia
- Nuova Zelanda
- Paesi Bassi
- Polonia
- Regno Unito e Irlanda
- Spagna
- Svezia
- Ungheria
- VH1 & Comedy Central Family Poland

### Nickelodeon
- Nickelodeon HD
- America Latina
- Australia e Nuova Zelanda
- Austria
- Brasile
- Bulgaria
- Repubblica Ceca
- Estonia
- Lettonia
- Lituania
- Malta
- Slovacchia
- Canada
- Croazia
- Danimarca
- Norvegia
- Finlandia
- Filippine
- Francia
- Germania
- Grecia
- India
- Israele
- Italia
- Malesia
- Medio Oriente
- Nordafrica
- Sudafrica
- Ungheria
- Paesi Bassi
- Polonia
- Pakistan
- Regno Unito e Irlanda
- Serbia
- Spagna e Portogallo
- Svezia
- Svizzera
- Turchia

### Paramount Channel
Questa è una lista di canali nazionali di Paramount Channel, in ordine di lancio:
- Arabia
- Asia
- Brasile
- Francia
- Ungheria
- America Latina
- Medio Oriente
- Polonia
- Romania
- Russia
- Svezia

### Paramount Network
- Canada
- Repubblica Ceca
- Ungheria
- Russia
- America Latina
- Paesi Bassi
- Spagna
- Regno Unito
- Medio Oriente
- India
- Brasile
- Italia

### VH1
- CIS
- Danimarca
- Paesi arabi
- Paneuropa
- Polonia
- Romania

## Canali soppressi
- VH1 Italia
- VH1 Regno Unito
- M2
- MTV+
- MTV Shows (Regno Unito e Irlanda)
- MTV Brand New
- MTV Classic
- MTV Hits
- MTV Extra
- MTV Eesti
- MTV Lithuania & Latvia
- MTV Nordic
- MTV Czech
- MTV Croatia
- MTV Serbia
- MTV Slovenia
- MTV2 Pop
- FLUX
- QOOB
- VH1 Germania
- VH1 Russia
- VH2
- VIVA
- TMF Live HD
- TMF NL
- TMF Pure
- TMF Dance
- TMF The Music Factory (versione per l'Olanda e Vlaanderen)
- TMF UK & Ireland